# Lee–Metford
O fuzil Lee–Metford (também conhecido como "Magazine Lee–Metford", abreviado MLM), devido ao uso de um carregador, era um fuzil de serviço do Exército Britânico de ação de ferrolho, combinando o sistema de travamento traseiro do ferrolho desenvolvido por James Lee e carregador destacável com um inovador cano estriado de sete ranhuras projetado por William Metford. Substituiu o rifle Martini–Henry em 1888, após nove anos de desenvolvimento e testes, mas permaneceu em serviço por apenas um curto período de tempo até ser substituído pelo similar Lee-Enfield.

## Histórico e projeto
O mecanismo de ação de ferrolho de Lee foi uma grande melhoria em relação a outros projetos da época. O manípulo montado mais para trás colocaram a alavanca de operação muito mais perto do atirador, sobre o gatilho. Isso o tornava muito mais rápido de operar do que outros desenhos de manípulos montados mais à frente, o que forçava o atirador a mover a mão para frente para operar o ferrolho; além disso, a distância de percurso do ferrolho era idêntica ao comprimento do cartucho, e sua rotação era de apenas 60 graus em comparação com a rotação de 90 graus de algumas ações do estilo francês e Mauser. Além disso, Lee introduziu um carregador destacável melhorado para substituir os carregadores integrados em uso com a maioria dos fuzis de repetição, e esse carregador ofereceu maior capacidade do que o design concorrente do Mannlicher. O estriamento poligonal de Metford foi adotado para reduzir a incrustação de resíduos de pólvora que se acumulam no cano e também tornou mais fácil de limpar.
Apesar de suas muitas características vantajosas, o Lee–Metford era uma espécie de anacronismo para a época, devido ao uso de um cartucho carregado de pólvora negra. Na época da sua introdução os projetos dos fuzis passaram a usar cartuchos de pequeno calibre com pólvora sem fumaça, que permitiam que as balas fossem impulsionadas a velocidades muito mais altas sem tanta fumaça ou resíduos. A munição .303 projetada para o rifle foi originalmente concebida para ser carregada com um novo propelente (a cordite). No entanto, como resultado do desenvolvimento prolongado, a produção de cordite foi atrasada, forçando os britânicos a usar pólvora negra. Na época em que os cartuchos de cordite ficaram disponíveis, descobriu-se que eles eram totalmente inadequados para uso com o estriamento Metford raso, que se desgastaria e tornaria os canos inutilizáveis após aproximadamente 6.000 tiros, em comparação com os 10.000 tiros que o Lee-Enfield poderia suportar. Independentemente das deficiências ocasionadas pelo uso de pólvora negra, o Lee–Metford passou por várias revisões durante sua curta vida útil, com as principais mudanças sendo no carregador (de uma pilha única de oito cartuchos para dez cartuchos escalonados), miras e segurança. A partir de 1895, o Lee–Metford começou a ser eliminado em favor do Lee-Enfield, um design virtualmente idêntico adaptado para uso com pólvora sem fumaça. As mudanças incluíram um estriamento de corte quadrado mais profundo (designado "Enfield pattern") e miras ajustadas para a trajetória mais plana possibilitada pelo uso da pólvora sem fumaça.

## Substituição

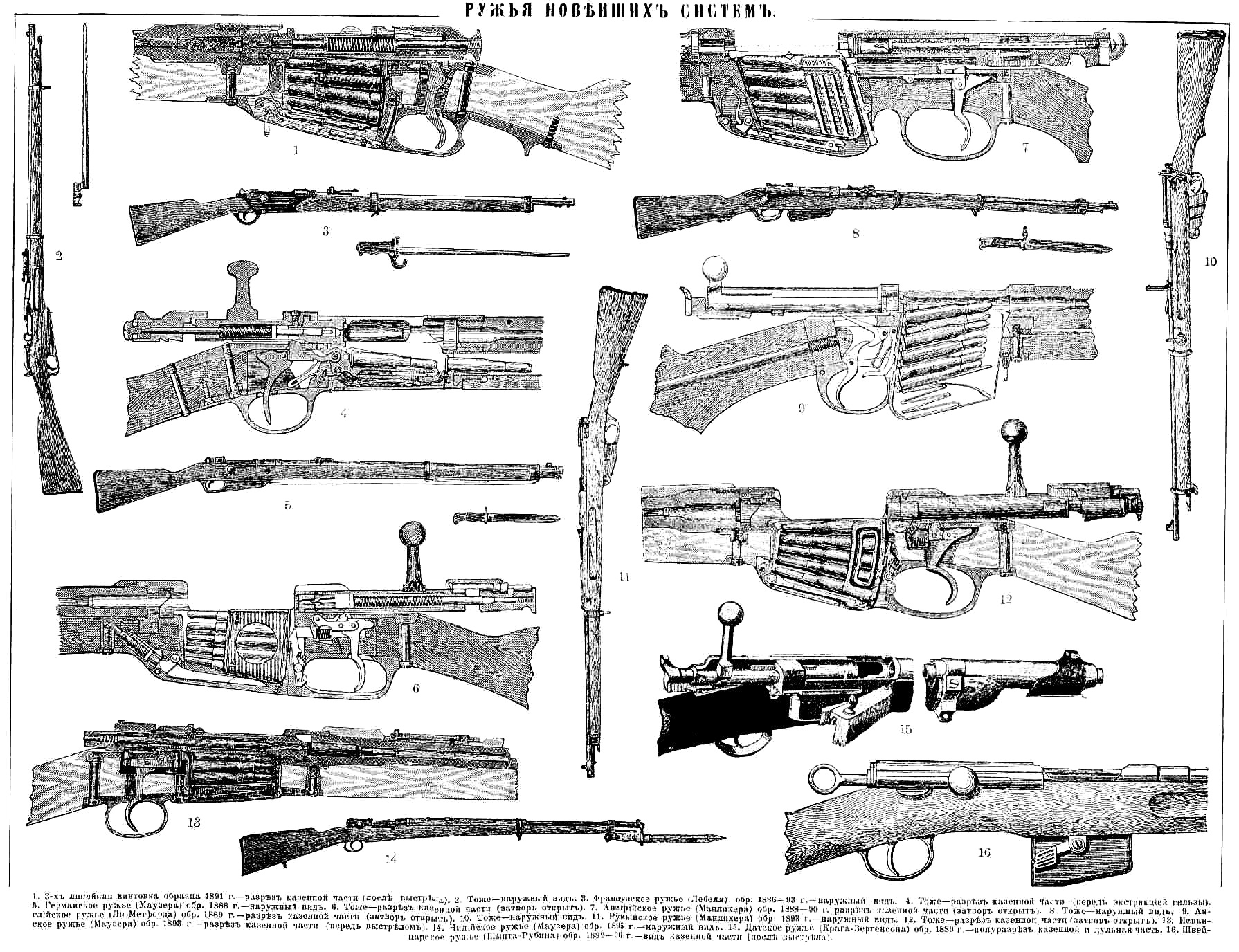
Ilustração comparando os principais fuzis da época. O Lee–Metford está nas figuras #9 e #10.

A substituição dos fuzis Lee–Metford levou vários anos para ser efetivada e eles ainda estavam em serviço em algumas unidades durante a Segunda Guerra dos Bôeres em 1899. As tropas britânicas com o Lee–Metford e até mesmo o Lee-Enfield tiveram uma desvantagem para aquele que ficou conhecido como Mauser "Boer Model" que equipava as tropas bôeres 1895, já que essas últimas eram superiores em termos de precisão de longo alcance. O Mauser de fabricação alemã tinha um alcance de tiro superior a 2 000 jardas (1 830 metros); atiradores experientes podem alcançar excelente precisão de longo alcance.
Sistema de miras e controle de qualidade deficientes fizeram com que os fuzis Lee–Metford fossem lamentavelmente imprecisos em distâncias superiores a 400 jardas (366 metros). No entanto, os fuzis Lee–Metford capturados também se tornaram a arma primária para os bôeres quando sua munição Mauser acabou.
Os britânicos consideraram um fuzil inteiramente novo, o Pattern 1913 Enfield, baseado em um design Mauser modificado, mas seu desenvolvimento foi interrompido pela Primeira Guerra Mundial e o eminentemente adaptável Lee–Enfield serviu por mais meio século.
No serviço britânico, o Lee–Metford também foi atualizado para os padrões de fuzis posteriores (por exemplo, para uso de carregador curto, padrão SMLE - "Short, Magazine, Lee–Enfield"), embora o cano quase sempre fosse trocado por um com o padrão de estriamento Enfield. O Lee–Metford foi produzido comercialmente e usado por praticantes de tiro ao alvo civis até o início da Primeira Guerra Mundial, visto que era considerado inerentemente mais preciso do que o padrão de estriamento Enfield. Neste contexto, canos e ferrolhos poderiam ser substituídos tão freqüentemente quanto o proprietário desejasse ou pudesse pagar. Ele permaneceu como um braço de reserva em muitas partes do Império Britânico durante a Segunda Guerra Mundial, sendo até distribuído para a Home Guard da Nova Zelândia e o Volunteer Defence Corps da Austrália até que fuzis mais modernos pudessem ser obtidos. O Lee–Metford ainda está em uso cerimonial com os Atholl Highlanders.

## Charlton Automatic Rifle
Um pequeno número de "rifles" Lee–Metford foram fabricados ou convertidos em sistemas de carregamento semiautomáticos experimentais, como o Howell britânico e o Reider sul-africano, e o mais conhecido deles foi o Charlton Automatic Rifle, projetado por um neozelandês, Philip Charlton em 1941 para servir como um substituto para as metralhadoras ligeiras Bren e Lewis, que eram cronicamente escassas na época. Durante a Segunda Guerra Mundial, a maioria das forças terrestres da Nova Zelândia foram enviadas para o Norte da África. Quando o Japão entrou na guerra em 1941, a Nova Zelândia viu-se sem as metralhadoras leves que seriam necessárias para a defesa local caso o Japão decidisse invadir, e então o governo da Nova Zelândia financiou o desenvolvimento de versões de carregamento automático do fuzil Lee–Metford. O resultado final foi o Charlton Automatic Rifle (baseado no obsoleto MLE), que foi comissionado para unidades da Guarda Nacional na Nova Zelândia a partir de 1942. Mais de 1.500 conversões foram feitas, incluindo um punhado pela empresa Electrolux usando o fuzil Lithgow SMLE Mk III*.

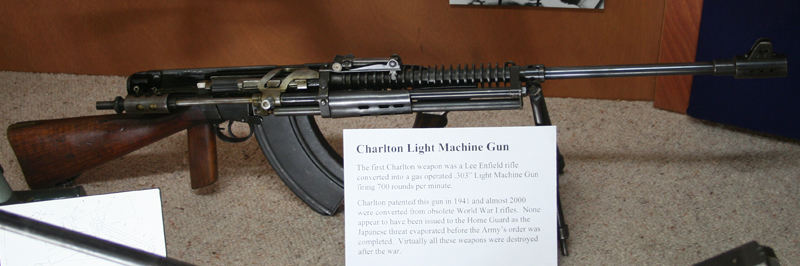
Exemplar do Charlton Automatic Rifle exposto em museu da Nova Zelândia.

Os dois designs do Charlton diferiam marcadamente na aparência externa (entre outras coisas, o Charlton da Nova Zelândia tinha empunhadura de pistola e bipé, enquanto o australiano não), mas compartilhavam o mesmo mecanismo de operação. A maioria dos fuzis automáticos Charlton foram destruídos em um incêndio após a Segunda Guerra Mundial, mas alguns exemplares sobreviveram em museus e coleções particulares.

## Guerras
Esses foram os conflitos nos quais o Lee–Metford foi utilizado:
- Segunda Guerra dos Bôeres
- Levante dos Boxers
- Vários conflitos coloniais
- Primeira Guerra Mundial (participação limitada)
- Guerra de Independência da Irlanda
- Guerra do Chaco

## Variantes
- "MLM Mk II"
- "MLM Carbine"
- "Charlton Automatic Rifle"

## Usuários
- Império Britânico
- Paraguai durante a Guerra do Chaco[13]
- Tibete